# Borima Bay
Die Borima Bay (englisch; bulgarisch залив Борима saliw Borima) ist eine 6,5 km breite und 8 km lange Bucht an der Oskar-II.-Küste des Grahamlands auf der Antarktischen Halbinsel. Sie liegt als Nebenbucht des Exasperation Inlet zwischen dem Diralo Point im Norden und dem Caution Point im Süden. Die Bucht entstand infolge des Auseinanderbrechens des Larsen-Schelfeises im Jahr 2002 und des sich daran anschließenden Rückzugs des Jorum- und des Minsuchar-Gletschers.
Die bulgarische Kommission für Antarktische Geographische Namen benannte sie 2012 nach der Ortschaft Borima im Norden Bulgariens.